# Duch z Hahótu
Biskup Duch z Hahótu (chorvatsky biskup Duh) byl první záhřebský biskup.

## Život

### Otázka původu
Pocházel zřejmě z Čech, podle některých zdrojů ze Slovenska (Horních Uher) . Místo ani rok jeho narození ani smrti však nelze přesně doložit. Existuje rovněž teze, podle níž biskup Duch nepocházel přímo z Čech, nýbrž ze vsi s názvem Čechi nedaleko Záhřebu, kterou založili čeští kolonisté. V tom případě by byl Duch zřejmě hlaholáš, neboť obec byla zřejmě založena českými uprchlíky, kteří na konci 9. století uprchli z Velké Moravy. Jelikož však liturgickým jazykem záhřebského biskupství byla od počátku latina a biskupství bylo založeno jako součást uherské církve, je pravděpodobné, že biskup Duch kázal v latinském ritu.

### Biskupem
Kolem roku 1094 jej uherský král Ladislav I. Svatý, zakladatel záhřebského biskupství, jmenoval prvním záhřebským biskupem. S největší pravděpodobností byl Duch na biskupa vysvěcen v uherské Ostřihomi, jelikož záhřebské biskupství spadalo pod ostřihomskou metropolii. Důvodem, proč si uherský král za biskupa nového biskupství v Chorvatsku zvolil právě Čecha, je zřejmě podobnost jazyka, kterým by se nový biskup mohl dorozumět. Z domácího, válkou zdecimovaného duchovenstva, nebylo totiž možné najít vhodného kandidáta.
V tomto úřadu však biskup Duch zřejmě dlouho nevydržel, neboť jeho nástupce Bartoloměj nastoupil do biskupského úřadu v Záhřebu pravděpodobně ještě za života krále Ladislava, který zemřel roku 1095.